# Neuzelle
Neuzelle  is een gemeente in de Duitse deelstaat Brandenburg, en maakt deel uit van de Landkreis Oder-Spree.
Neuzelle telt 4.290 inwoners.
In de Klosterbrauerei maakt men speciaal bier om in te baden. Een plaatselijke hotel biedt de mogelijkheid zo'n bierbad te nemen.

## Zie ook

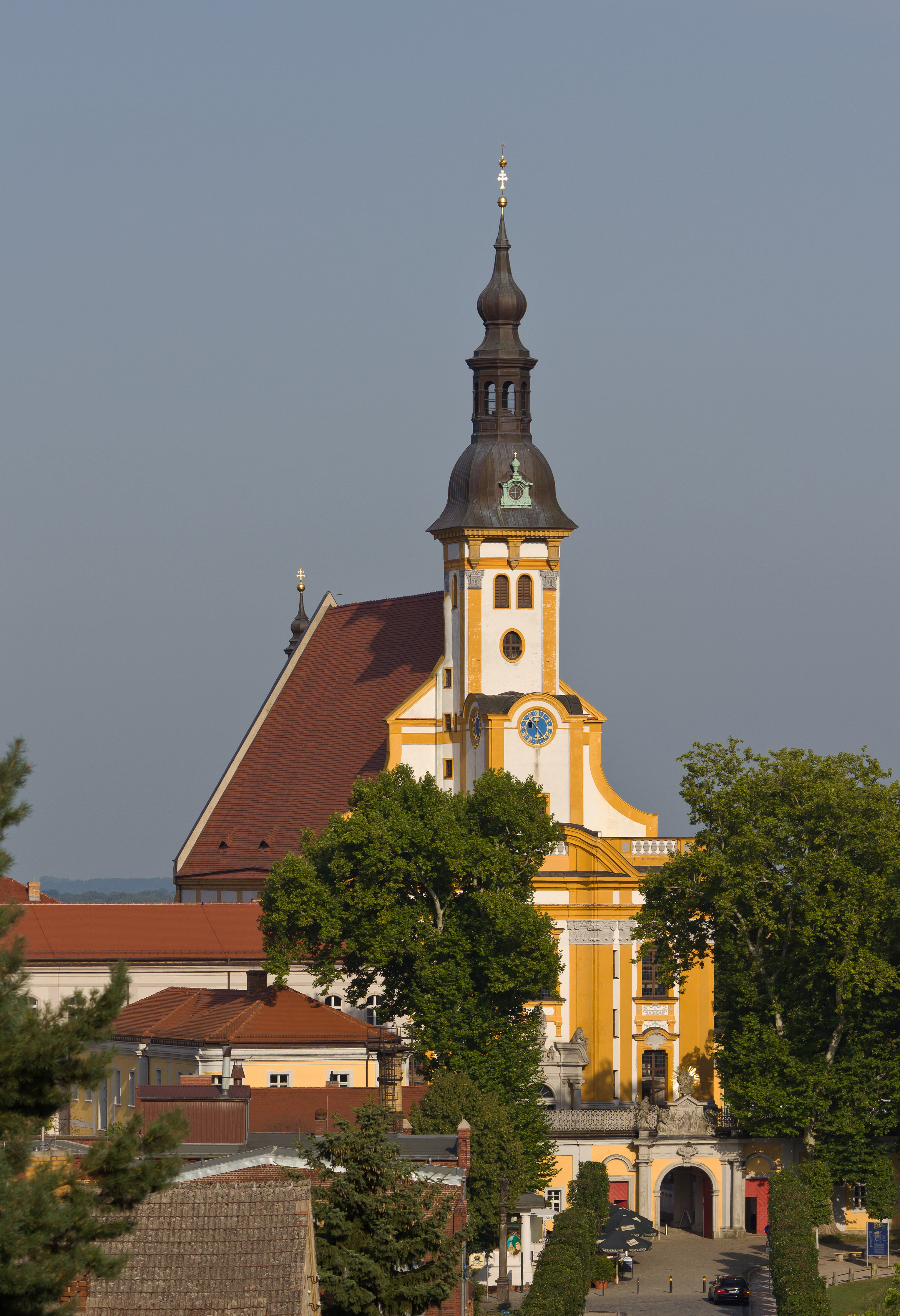
Kerk